# Pulau Panggung (Kisam Tinggi)
Pulau Panggung is een bestuurslaag in het regentschap Ogan Komering Ulu Selatan van de provincie Zuid-Sumatra, Indonesië. Pulau Panggung telt 1170 inwoners (volkstelling 2010).